# Baccini a colori
Baccini a colori è il quinto album di Francesco Baccini, pubblicato nel 1996 dall'etichetta discografica CGD.

## Tracce
1. Filma! - 3:22
2. Sono stufo di vedere quelle facce alla tivvù-ù-ù - 4:13
3. Superbacc - 4:19
4. Zac - 4:28
5. Canzone in allegria - 3:56 (con Enzo Jannacci)
6. Cane di un blues - 5:20
7. Elvira la vampira - 4:13
8. Il 500 innamorato - 3:27 (con Arianna Stella)
9. Piccolo idiota - 3:52